# Sojuz TMA-14
Sojuz TMA-14 je ruská kosmická loď řady Sojuz k Mezinárodní vesmírné stanici (ISS), kam v březnu 2009 dopravila novou posádku (Expedici 19) – Gennadije Padalku a Michaela Barratta a dále kosmického turistu Charlese Simonyi. Poté zůstal u ISS jako záchranná loď až do října 2009, kdy se v ní vrátili na Zem Padalka, Barrat a Guy Laliberté.

## Posádka

### Členové posádky ISS – Expedice 19
- Gennadij Padalka (3), velitel, CPK
- Michael Barratt (1), palubní inženýr, NASA

### Pouze start – 16. návštěvní expedice
- Charles Simonyi (2), účastník kosmického letu, soukromník[1] (přistál na palubě lodi Sojuz TMA-13)

### Pouze přistání – 17. návštěvní expedice
- Guy Laliberté, účastník kosmického letu, soukromník (odstartoval na palubě lodi Sojuz TMA-16)

V listopadu 2008 bylo místo člena 17. návštěvní expedice na ISS se startem v Sojuzu TMA-16 a přistáním v Sojuzu TMA-14 rezervováno pro kazašského kosmonauta Ajdyna Aimbetova. Ale začátkem dubna Kazachstán let zrušil pro nedostatek financí. Volné křeslo bylo ještě v dubnu obsazeno kanadským podnikatelem Guyem Laliberté.
V závorkách je uveden dosavadní počet letů do vesmíru včetně této mise.

### Záložní posádka
- Maxim Surajev, velitel, CPK
- Shannon Walkerová, palubní inženýr, NASA
- Esther Dysonová, účastník kosmického letu, soukromník[4]

## Vesmírný turismus
Sojuz TMA-14 by měl být posledním letem vesmírného turisty na Mezinárodní vesmírnou stanici na lodích Sojuz. Kvůli plánovanému ukončení letů raketoplánů Space Shuttle a rozšíření posádky ISS na šest členů jsou všechna místa na lodích Sojuz rezervována pro členy dlouhodobých Expedic.

## Průběh letu

### Start, přílet k ISS
Nosná raketa Sojuz-FG s kosmickou lodí Sojuz TMA-14 odstartovala z kosmodromu Bajkonur v Kazachstánu 26. března 2009 v 11:49:18 UT. Na palubě se do vesmíru vypravili dva členové stálé posádky Mezinárodní vesmírné stanice Expedice 19 Gennadij Padalka a Michael Barratt. Spolu s nimi se letu zúčastnil již podruhé jako vesmírný turista americký podnikatel maďarského původu Charles Simonyi.
Po dvou dnech letu se Sojuz přiblížil ke stanici. Ve vzdálenosti 200 m však selhalo automatické navádění lodě, Gennadij Padalka musel dokončit přistávací manévr pomocí manuálního řízení. Spojení se stanicí k portu na modulu Zvezda proběhlo 28. března 2009 ve 13:05 UT.
Simonyi pobyl na ISS týden a pak se vrátil s končící posádkou Expedice 18 v Sojuzu TMA-13. Po jeho odletu se Sojuz TMA-14 stal záchrannou lodí na ISS.

### Přeparkování k modulu Pirs
Aby se uvolnil port na modulu Zvezda, ke kterému se na konci července 2009 připojí nová zásobovací loď Progress M-67, bylo nutno přeparkovat loď Sojuz TMA-14 na nové místo u modulu Pirs (uvolněný odletem Progressu M-02M). Tento manévr proběhl úspěšně 2. července 2009 od 21:29 do 21:55 UTC. Kosmickou loď řídil Gennadij Padalka, spolu s ním byli na palubě Sojuzu astronauti Michael Barratt a Japonec Kóiči Wakata.

### Přistání
Sojuz TMA-14 hladce přistál v Kazachstánu severně od Arkalyku 11. října 2009 v 4:31 UT.